# Euchalcia dorsiflava
Euchalcia dorsiflava là một loài bướm đêm trong họ Noctuidae.